# Coro Stella Alpina
Il Coro Stella Alpina è un coro maschile con sede a Treviso.

## Storia
Il Coro Stella Alpina fu fondato nel 1949 da Bepi Tomaselli e dal sodalizio di pochi amici amanti della montagna e del canto popolare. In oltre 50 anni di storia ha raggiunto importanti obiettivi, condividendo impegno, passione e soddisfazioni.
Alla direzione del Coro si sono succeduti i Maestri Andreose, Coppola, Genovese e, per circa 30 anni, Piero Pagnin. Dopo brevi parentesi dei Maestri Bortoluzzi e Barbon, nel 1990 la guida è passata al maestro Diego Basso, coadiuvato dal maestro Davide Furlan.
Nel corso della sua attività il Coro Stella Alpina ha eseguito oltre 1000 concerti e rassegne in Italia e all'estero ed ha inciso 14 album che raccolgono parte degli oltre 300 canti del repertorio: l'ultimo nel 2003 comprende il famoso brano Oh, Happy Day, eseguito assieme alla cantante statunitense Cheryl Porter.
Sotto la direzione del maestro Diego Basso il coro ha vinto 7 tra i più importanti Concorsi Nazionali, ha avuto il grande onore di cantare per S.S. Papa Giovanni Paolo II ed è intervenuto in trasmissioni per la Radio Vaticana e Radio Colonia.
Non sono mancate anche importanti partecipazioni televisive come quella in Ci vediamo in TV (cui il Coro è stato ospite fisso per cinque anni) e Alle due su RAI 1, entrambe trasmissioni condotte da Paolo Limiti; o, ancora, alcune puntate di "Domenica In", condotta da Mara Venier. Importante inoltre la collaborazione con Adriano Celentano, per il quale il Coro ha registrato due brani inseriti nel suo album Quel Punto.
Da 36 anni il Coro esegue nel Tempio Monumentale di S.Francesco il "Concerto di Natale"; nell'edizione 2003 ha cantato con Cheryl Porter, nel 2004 e 2005 con Fabrizio Voghera, celebre interprete in Notre Dame de Paris di Riccardo Cocciante.

## Discografia
- 50º Anniversario del Coro Stella Alpina (1999)
- Il Coro Stella Alpina si racconta....da LA MONTANARA a HAPPY DAY.. (2003)
- Quel lungo treno che andava al confine... (2007)